# Матильда Вестфальская
Матильда Вестфальская (Матильда Рингельхаймская или святая Матильда; нем. Mathilde die Heilige; ок. 895 — 14 марта 968, Кведлинбург) — германская королева, с 909 года жена (вторая) короля Генриха I Птицелова.
Святая католической церкви (день памяти — 14 марта).

## Биография
Матильда была дочерью Вестфальского графа Дитриха Рингельхаймского и его жены Рейнхильды. Биографы возводят её происхождение по отцу к древнему саксонскому вождю Видукинду. Ее мать Рейнхильда, согласно «Житию Св. Матильды», была благородной женщиной датского и фризского происхождения. Молодой девушкой она была помещена в монастырь Херфорда. Благодаря своей красоте и набожности была избрана герцогом Саксонским Оттоном I в качестве невесты для его сына будущего герцога и короля Генриха I.
В качестве супруги Генриха была герцогиней Саксонской (912—936) и королевой Германии (919—936). В браке у супругов родилось пятеро детей: Гедвига Саксонская (910—965); Оттон I Великий (912—973); Герберга Саксонская (913—969); Генрих I Баварский (919/921—955); Бруно I Великий (925—965).
После смерти мужа Матильда оставалась при дворе Оттона I, активно занималась благотворительностью, основанием монастырей и богоугодных заведений. Советники Оттона обвинили Матильду в расточительности и истощении государственной казны, после чего она была сослана в монастырь в Энгере. Тем не менее вскоре она была возвращена ко двору благодаря заступничеству первой жены Оттона Эдит Английской.
Матильда была канонизирована за свою благотворительную деятельность и основание многочисленных монастырей и религиозных центров в Саксонии и Тюрингии. Крупнейшим из основанных Матильдой был монастырь в Кведлинбурге, ставший центром богословской и светской науки Германии периода правления Саксонской династии, а впоследствии центром поклонения Святой Матильде, так как именно здесь она и была похоронена.